# Iker Azkarate
Pour les articles homonymes, voir Azkarate.
Azkarate  Ramírez est un nom espagnol. Le premier nom de famille, en général paternel, est Azkarate ; le second, en général maternel, souvent omis, est Ramírez.
Iker Azkarate Ramírez, né le 20 avril 1994 à Lazkao, est un coureur cycliste espagnol.

## Biographie
En catégorie juniors (moins de 19 ans), Iker Azkarate se classe troisième du championnat d'Espagne sur route 2012. Il rejoint ensuite le club basque Ikolan Lanaldi-Ordiziako en 2013 pour ses débuts espoirs (moins de 23 ans). 
En 2014, il intègre la réserve de l'équipe professionnelle Caja Rural-Seguros RGA, pour laquelle il court durant quatre saisons. Durant cette période, il remporte notamment le championnat régional du Pays basque en 2016, ainsi que le classement final du Torneo Euskaldun en 2017,.
Il passe finalement professionnel en 2018 au sein de la Fundación Euskadi, qui devient une équipe continentale. Sa première partie de saison est cependant entravée par une mononucléose. Il ne reprend la compétition qu'en juin sur le Tour de Lleida, une compétition du calendrier national espagnol.

## Palmarès
- 2012
  - 3e du championnat d'Espagne sur route juniors
- 2014
  - 3e du Grand Prix Kutxabank
- 2015
  - Circuito de Pascuas
  - 3e de l'Ereñoko Udala Sari Nagusia
  - 3e du Mémorial Cirilo Zunzarren
  - 3e du Mémorial José María Anza
- 2016
  - Champion du Pays basque (San Gregorio Saria)
  - Mémorial Sabin Foruria
  - 3e du San Isidro Sari Nagusia
- 2017
  - Vainqueur du Torneo Euskaldun
  - San Gregorio Saria
  - Premio San Pedro
  - 3e de la Lazkaoko Proba
  - 3e du San Isidro Sari Nagusia